# Vagnur Mohr Mortensen
Vagnur Mohr Mortensen (Tórshavn, 10 febbraio 1983) è un ex calciatore faroese, di ruolo difensore.

## Carriera

### Nazionale
Conta 4 presenze con la Nazionale faroese.

## Palmarès

### Club

#### Competizioni nazionali
- Campionato faroese: 3

HB Tórshavn: 2004, 2006, 2010

#### Competizioni internazionali
- Atlantic Cup: 1

HB Tórshavn: 2004